# Sewerynówka (rejon żmeryński)
Sewerynówka (ukr. Северинівка) – wieś na Ukrainie w rejonie żmeryńskim należącym do obwodu winnickiego.

## Pałac

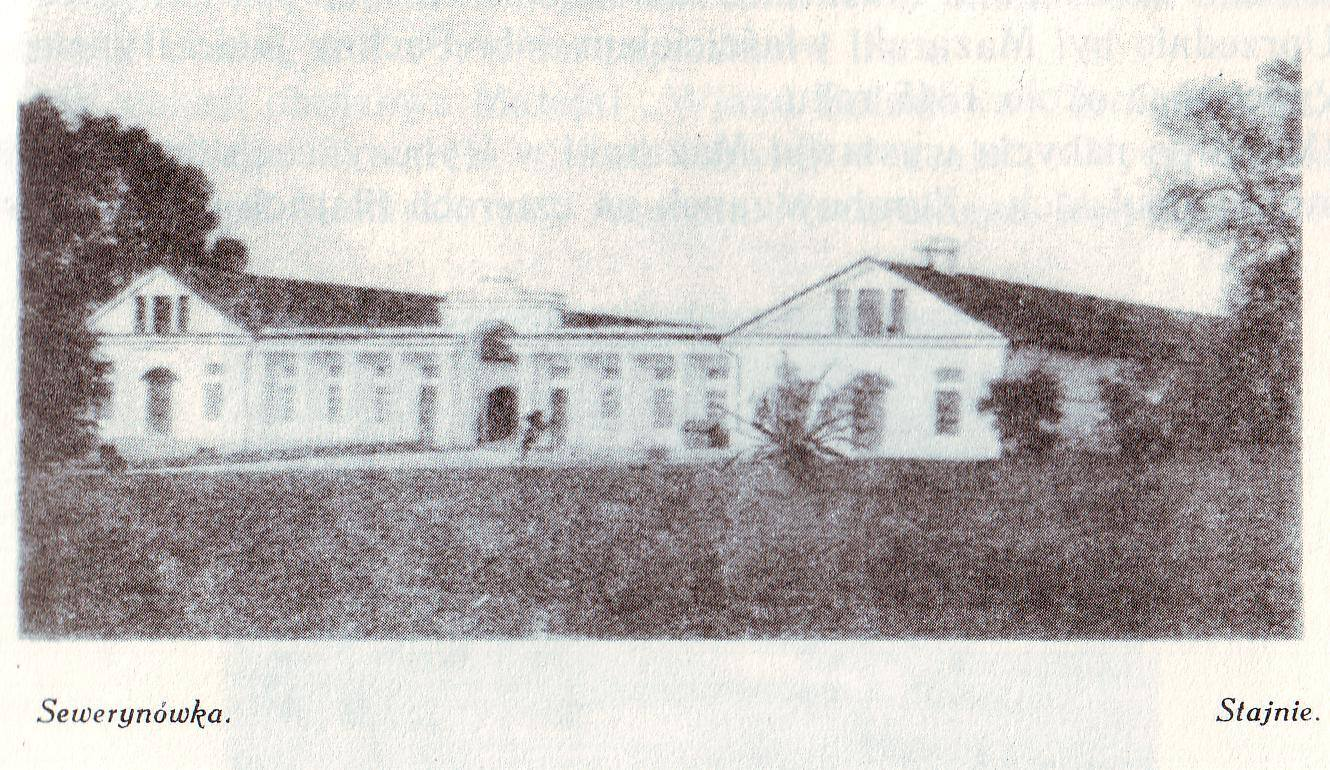
Sewerynówka

- pałac wybudowany w latach 1802-1804 przez Seweryna Orłowskiego. Pożar 1854 r. zniszczył piętro środkowego korpusu. Obiekt odbudowano w 1859 r. bez spalonej kondygnacji[3]. W pałacu sala balowa, sala Ludwika XIV z lustrami weneckimi, sale: owalna, bilardowa, sypialnie, biblioteka, w saloniku akwarele J. i Wojciecha Kossaków[4].